# نورمحمد ربوشه
نورمحمد ربوشه (زادهٔ ۱۳۳۹ در بزمان، شهرستان ایرانشهر - درگذشته ۱۶ شهریور ۱۳۹۹ در تهران) نمایندهٔ حوزهٔ انتخابیهٔ ایرانشهر در دورهٔ ششم مجلس شورای اسلامی بوده‌است. وی پیش‌تر در دورهٔ چهارم نیز عضو این مجلس بود. ربوشه فصلی نو از مطالبات ملت بلوچ را در مجلس گشود.ورود، فرمانداران و مدیران بومی از دستاوردهای تلاشهای وی می‌باشد.اولین فرماندار اهل سنت در ایران با حمایت‌های وی گمارده شد. وی در انتخابات هفتمین دوره مجلس در حوزه انتخابیه ایرانشهر هم حائز اکثریت آرا شد که انتخابات باطل شد. نورمحمد ربوشه، ۱۶ شهریور ۱۳۹۹ در اثر ایست قلبی دارفانی را وداع گفت.